# Jack-Ass (canción)
«Jack-Ass» es una canción del músico estadounidense Beck, lanzada en 1997 como quinto y último sencillo del álbum Odelay (1996). La canción se basa en una muestra de "It's All Over Now, Baby Blue", realizada por la banda Them (originalmente por Bob Dylan), de su álbum de 1966 Them Again. La cara b, "Strange Invitation", es una versión regrabada de "Jack-Ass", tocada con cuerdas y guitarra acústica y altamente una reminiscencia del estilo que Beck más tarde utilizaría en Sea Change (2002).

## Legado
En 1999, Insane Clown Posse utilizó un sample de esta canción para su sencillo "Another Love Song", de su álbum The Amazing Jeckel Brothers, pero la muestra corresponde a Bob Dylan, el escritor de "It's All Over Now, Baby Blue", en lugar de Beck.
La canción se utiliza en un episodio del show de radio de Chris Morris Blue Jam.

## Video musical
El video musical para el sencillo fue dirigido por Steve Hanft y la música tiene una mezcla ligeramente diferente a la versión del álbum. En él, Beck y varios otros mineros están en una mina de carbón en blanco y negro. Willie Nelson aparece con un perro en un carro de mina. Más tarde, Beck ve a una chica encima de un montón de carbón que se convierte en un pavo real. Al final del turno de trabajo, los mineros emergen en un mundo totalmente colorido. Se emitió por primera vez en julio de 1997.

## Lista de canciones
Sencillo original
1. «Jack-Ass» (Butch Vig Mix) - 3:25
2. «Feather in Your Cap» - 3:47
3. «Lemonade» - 2:23
4. «Jack-Ass» (Edit Version) - 3:24

Sencillo alternativo
1. «Jack-Ass» (Butch Vig Mix) - 3:23
2. «Jack-Ass» (Butch Vig Lowrider Mix) - 4:11
3. «Burro» - 3:11
4. «Strange Invitation» - 4:05
5. «Devil Got My Woman» - 4:34
6. «Brother» - 4:45

## Posición
| Listas (1997)                     | Posición |
| --------------------------------- | -------- |
| Canadian RPM Alternative 30       | 10       |
| U.S. Billboard Hot 100            | 73       |
| U.S. Billboard Modern Rock Tracks | 15       |